# Rejon tokmacki
Rejon tokmacki – dawna jednostka administracyjna wchodząca w skład obwodu zaporoskiego Ukrainy.
Rejon utworzony w 1923, miał powierzchnię 1442 km² i liczył około 27 tysięcy mieszkańców. Siedzibą władz rejonu było miasto Tokmak.
Na terenie rejonu znajdowały się 1 miejska rada i 12 silskich rad, obejmujące w sumie 55 wsi i 1 osadę.